# 日時計 (石井竜也のアルバム)
『日時計』（ひどけい）は、2007年4月4日に発売された石井竜也11枚目のスタジオ・アルバム。
本項は同年8月29日発売、本作の豪華盤『日時計〜premium edition〜』（ひどけい プレミアムエディション）についても記述する。

## 概要
2006年の米米CLUB再結成後発売のシングル、「君に戻ろう/雲」と同時発売のアルバム。
初回盤はミュージック・ビデオ等収録DVD付。初回盤・通常盤でジャケットが異なる。
ロイヤル・フィルハーモニー・オーケストラとの共演も含めた、ミディアム・バラードの構成。
ジャケットにはシングル「君に戻ろう」のミュージック・ビデオに登場したストーンヘンジが使われている。
石井は本作について、「私は私なりにアルバム『日時計』の中で自分だけの時間の進め方をもう一度見つめ直してみようよ、社会から与えられた勝手な時間の枠組みを一回、取り外してみようじゃないか、と問いかけている」とメールマガジン『週刊カールスモーキー石井 第47回』にて綴っている。

## 収録曲

### Disc1 (CD)
- 作詞・作詞：石井竜也（特記以外）
- 編曲：TATOO
- 共演：ロイヤル・フィルハーモニー・オーケストラ(#1・3・5・7・10)

1. 出逢い
『石弐 〜Best of Best〜』にも収録。
2. 雲〜sundial version〜
22ndシングル2曲目のアルバムヴァージョン。
3. 瞳の理由
4. 始めてみよう
コスモ証券CMソング。
5. 君に戻ろう
22ndシングル1曲目。
6. 再会
7. 言葉にしないで
8. 君が来る日
9. 日時計
作曲：TATOO
インストゥルメンタル。
10. 桜の道
『TATUYA ISHII'S 河童幻想』、『石弐 〜Best of Best〜』にも収録。
11. 夢だけの頃
12. 紺碧の街
13. 夜景飛行
14. 恋人たちの歌
15. 遠い出来事
石井はこの曲を「考えさせるエネルギーがあふれている曲」と述べている[3]。
この曲をファンク調にアレンジしなおしたものが、米米CLUBの「WE ARE MUSIC!」[4]
『石弐 〜Best of Best〜』にも収録。

### Disc2 (DVD)
1. Opening〜日時計〜
2. Orchestra Concert Digest
3. Recording in London
2007年1月にロンドンのアビー・ロード・スタジオで行われた一部楽曲のレコーディング風景のドキュメンタリー映像。
4. 君に戻ろう

## 日時計〜premium edition〜
未発表音源と時計型オブジェ「羽時計」を追加した『日時計』のスペシャルヴァージョン。完全生産限定盤。
- 作詞・作曲：石井竜也（特記以外）
- 作曲：TATOO（#14）
- 編曲：TATOO（特記以外）辰巳博成(#18)
- 共演：ロイヤル・フィルハーモニー・オーケストラ(#2・4・6・8・17)

### 収録曲
『日時計』収録曲についての解説は割愛。
1. 桜の道〜Piano version〜
ピアノインストゥルメンタル。
2. 出逢い
3. 雲〜sundial version〜
4. 瞳の理由
5. 始めてみよう
6. 君に戻ろう
7. 再会
8. 言葉にしないで
9. 君が来る日
10. 夢だけの頃
11. 紺碧の街
12. 夜景飛行
13. 恋人たちの歌
14. 日時計
15. 出逢い〜Piano version〜
ピアノインストゥルメンタル。
16. 遠い出来事
17. 桜の道
18. 春想
追加曲。『TATUYA ISHII'S 河童幻想』にも収録。